# Behind the Iron Curtain
Behind the Iron Curtain – trzecie wideo heavymetalowej grupy Iron Maiden, wydane 23 października 1984. Album zawiera materiał filmowy z koncertów granych głównie w Polsce, Czechosłowacji, Jugosławii i na Węgrzech, w ramach touru World Slavery Tour. Tytuł wydawnictwa odnosi się głównie do państw Żelaznej Kurtyny, gdzie grupa koncertowała.
Na powyższej trasie koncertując w Poznaniu w 1984 roku – Iron Maiden przypadkowo znalazło się w nieistniejącym już klubie Adria i zagrało na polskim weselu m.in. Smoke on the Water Deep Purple (oraz Tush ZZ Top nieujęte w filmie) i wówczas towarzyszył im ze strony polskiej Roman Rogowiecki.

## Utwory z wersji oryginalnej
1. "2 Minutes to Midnight (wersja studyjna)" (Bruce Dickinson, Adrian Smith)
2. "Aces High (wersja studyjna)"
3. "Hallowed Be Thy Name (nagrywane na żywo w Katowicach, 14 sierpnia 1984)"
4. "Run to the Hills (nagrywane na żywo w Budapeszcie, 17 sierpnia 1984)"

## Utwory z wersji rozszerzonej udokumentowanej przezMTV
1. "Aces High"
2. "The Trooper (nagrywany na żywo w Poznaniu, 11 sierpnia 1984)"
3. "22 Acacia Avenue"
4. "The Number of The Beast (nagrywany na żywo w Poznaniu, 11 sierpnia 1984)"
5. "Hallowed Be Thy Name (nagrywany na żywo w Poznaniu, 11 sierpnia 1984)"
6. "2 Minutes to Midnight"
7. "Run to the Hills (nagrywany na żywo w Budapeszcie, 17 sierpnia 1984)"

### Twórcy
- Bruce Dickinson - wokal
- Dave Murray - gitara
- Adrian Smith - gitara
- Steve Harris - gitara basowa
- Nicko McBrain - perkusja